# Teodor (metropolita kijowski)
Teodor (zm. w czerwcu 1163 w Kijowie) – metropolita kijowski w latach 1160–1163.

## Życiorys
Wybór Teodora na metropolitę kijowskiego nastąpił po konflikcie wewnętrznym w metropolii kijowskiej i rywalizacją między ustanowionym na poleceniem Iziasława II metropolitą Klemensem a skierowanym na Ruś po śmierci Iziasława Konstantym. O takim rozwiązaniu sporów w ruskiej Cerkwi zdecydował wielki książę kijowski Rościsław I Michał w 1159.
Metropolita Teodor przybył do Kijowa w sierpniu 1160. W czasie sprawowania urzędu był pośrednikiem w rozwiązaniu sporu między księciem kijowskim i czernihowskim w 1161. Zwierzchnikiem Kościoła prawosławnego na Rusi pozostawał do swojej śmierci w czerwcu 1163.